# Pomoc domowa (serial telewizyjny)

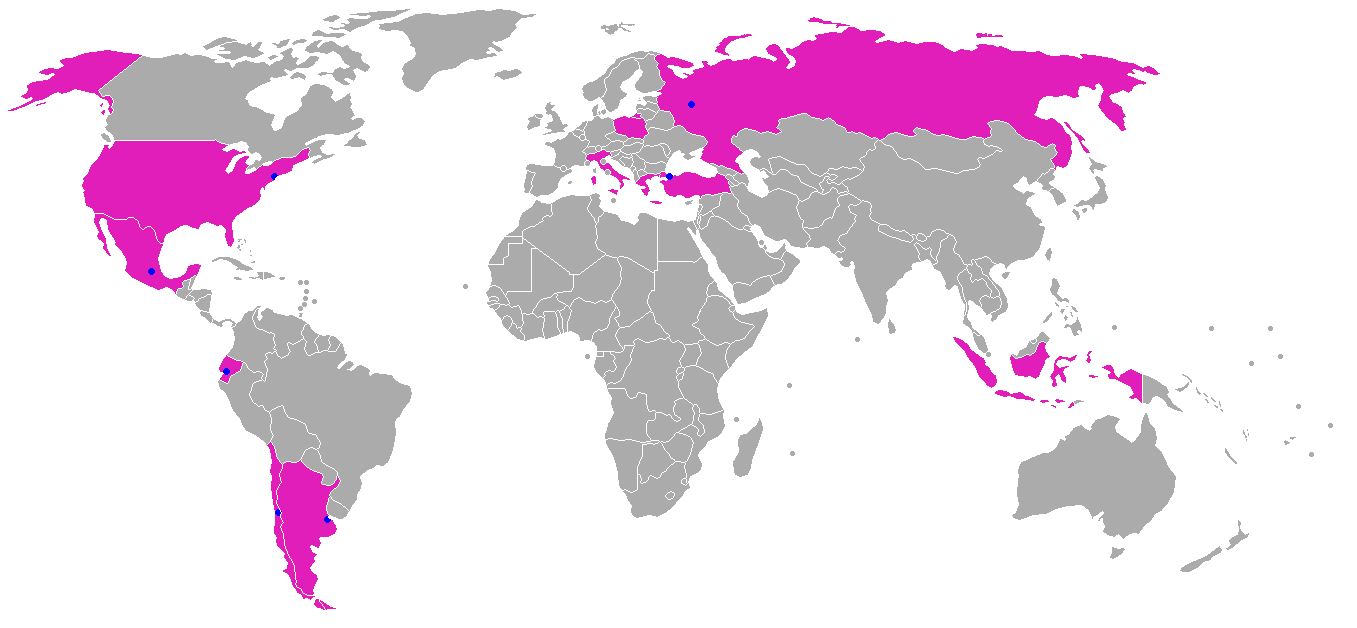
Mapa państw posiadających własną wersję serialu „The Nanny”

Pomoc domowa (ang. The Nanny) – amerykański serial telewizyjny, realizowany w latach 1993–1999 przez sieć CBS. Nakręcono 146 odcinków. Serial w wersji oryginalnej emitowano w 90 krajach, w tym w Polsce w Polsacie, TVN 7, TV Puls i TV6. W kilkunastu krajach nakręcono też lokalne wersje tego serialu. W Polsce powstał na jego podstawie serial Niania, emitowany przez TVN.

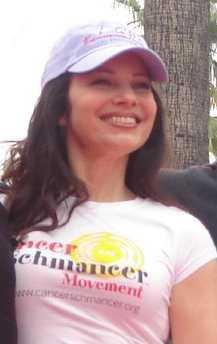
Fran Drescher

## Fabuła serialu

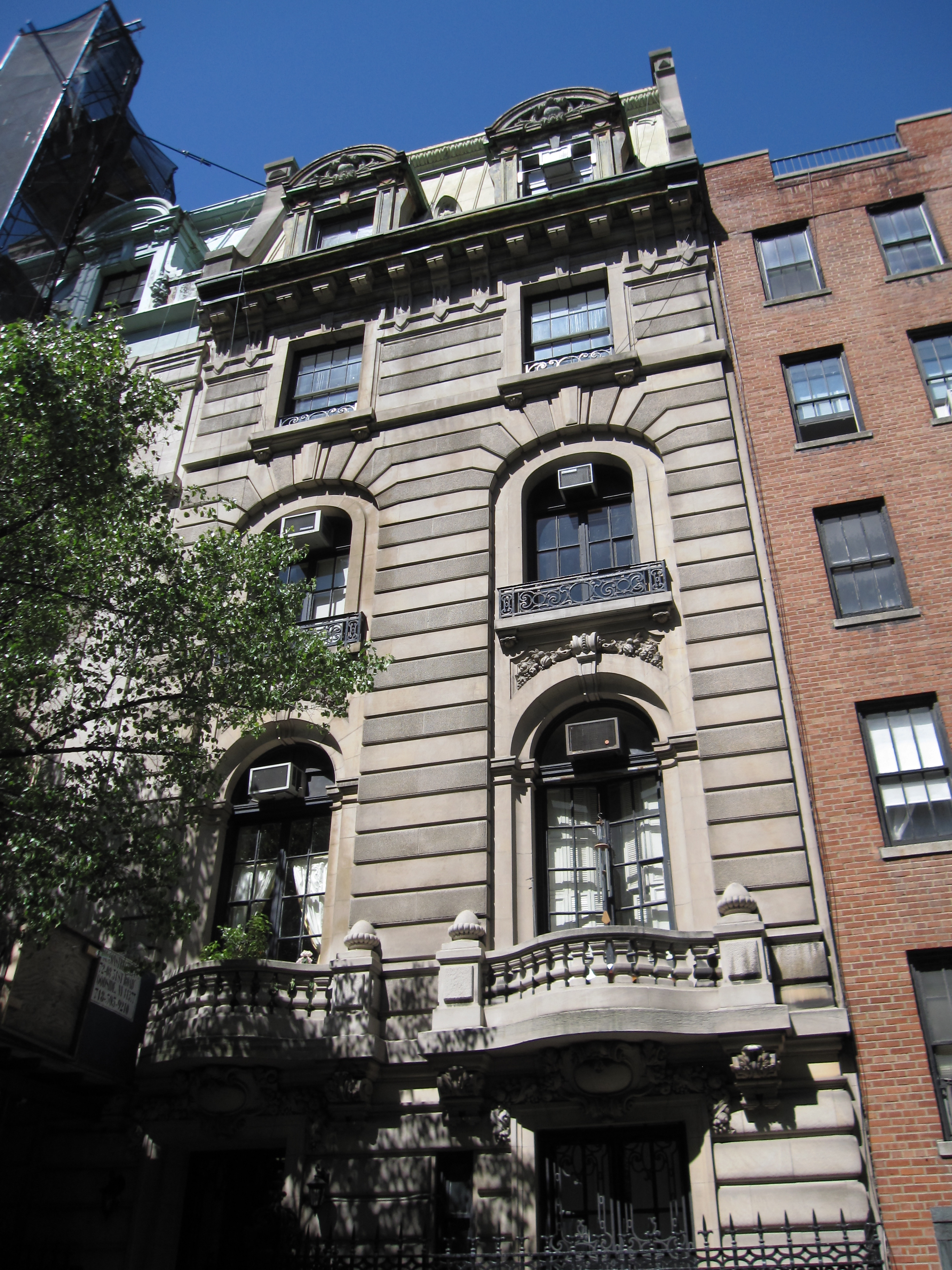
Budynek przy ul. 75 Wschodniej 7 w Nowym Jorku, którego fasada zagrała dom Sheffieldów w ujęciach ulicy

Roztargniona i sympatyczna Żydówka Francine „Fran” Fine straciła pracę w salonie sukien ślubnych. Jako akwizytorka kosmetyków trafiła do nowojorskiego domu owdowiałego cztery lata wcześniej, bogatego, katolickiego producenta teatralnego z Broadwayu, Maxwella Sheffielda. Przypadkowo stała się opiekunką trójki jego dzieci. Max jest Brytyjczykiem, przez co w oczach Fran jest zbyt poważny, powściągliwy i przewidywalny. Margaret „Maggie” jest starszą córką Maxwella. Przed pojawieniem się niani w domu, była cichą, ułożoną i nieśmiałą nastolatką, bez przyjaciółek ani chłopaka. Kolejnym dzieckiem jest Brighton. Jest on chłopcem, który straszył poprzedniczki Fran swoimi sztuczkami z „umieraniem”. Ciągle naśmiewał się ze swojej starszej siostry i dokuczał jej. Najmłodszym dzieckiem Maxwella i Sary jest Grace „Gracie”. To dziewczynka nieprzeciętnie mądra, która używa pojęć niezrozumiałych dla swojej rodziny. Uczęszcza na terapię do psychologa po tym, jak straciła matkę, ale zakończyła ją, gdy nawiązała silną więź z Fran. Gdy w willi pojawia się pełna życia Fran Fine, dzieci oraz Max zmieniły się na lepsze.
W rezydencji pracował inteligentny, obdarzony specyficznym poczuciem humoru kamerdyner Niles, który w tej miłosnej sytuacji stał się nieocenionym sojusznikiem Fran. Szczerze nie znosił „C.C.” – egocentrycznej wspólniczki Maxwella oraz zapatrzonej w swego pracodawcę milionerki z wyższych sfer.
Matką Fran jest stereotypowa żydowska kobieta, Sylvia Rosenberg Fine, która posiada niepohamowany apetyt na bycie teściową Maxa, jedzenie i dyrygowanie swoją córką. Całość kolorowej historii dopełnia matka Sylvii, Yetta Rosenberg. Cierpi na demencję i mieszka w domu opieki. Niekiedy sądzi, że Niles to jej mąż, Fran jest od samego początku panią Sheffield, Brighton to Żyd „Shmuel” albo dwoje najmłodszych dzieci Maxwella pochodzi od Fran.

## Obsada

### Główna
- Fran Drescher – Francine Joy „Fran” Sheffield z domu Fine
- Charles Shaughnessy – Maxwell „Max” Beverly Sheffield
- Daniel Davis – Niles, kamerdyner Sheffield’ów
- Lauren Lane – Chastity Claire „CC” Babcock, asystentka Maxwella
- Nicholle Tom – Margaret „Maggie” Brolin z domu Sheffield, córka Maxwella i Sary
- Benjamin Salisbury – Brighton Millhouse Sheffield, syn Maxwella i Sary
- Madeline Zima – Grace „Gracie” Sheffield, młodsza córka Maxwella i Sary

### Drugoplanowa
- Renée Taylor – Sylvia Fine z domu Rosenberg, matka Fran
- Mort Drescher i Steve Lawrence – Morty Fine, ojciec Fran
- Ann Guilbert – Yetta Rosenberg–Gumbel, matka Sylvii i teściowa Morty’iego oraz wdowa po Shlomo „Joe” Rosenbergu
- Rachel Chagall – Valerie „Val” Toriello, przyjaciółka Fran

### Gościnna
- Lainie Kazan – Freida Fine, siostra Morty’ego
- Bess Armstrong – Sara Sheffield, zmarła żona Maxwella
- Robert Vaughn – James Sheffield, zmarły ojciec Maxwella, Jocelyn, Nigela i Concepción
- Dina Merrill – Elizabeth Sheffield, matka Maxwella, Jocelyn i Nigela
- Harry Van Gorkum – Nigel Sheffield, brat Maxwella, Nigela i przyrodni Concepción
- Twiggy, potem Sophie Ward – Jocelyn Sheffield, siostra Maxwella, Nigela i przyrodnia Concepción
- Joan Collins – Joan Sheffield, macocha Maxwella, Jocelyn i Nigela oraz Concepción
- Liz Torres – Consuela, matka Concepción
- Maria Conchita Alonso – Maria de la Concepción Bustilla Garcia del Amo Sheffield, nieślubna córka Jamesa
- Zack Norman – Jack Rosenberg, brat Sylvii i wujek Fran
- Nancy Frangione – Marsha Rosenberg, córka Jacka i kuzynka Fran
- Morty Drescher – Stanley Fine, brat Morty’ego i wujek Fran
- Sylvia Drescher – Rose Fine, żona Stanleya i ciotka Fran
- Marilyn Cooper – Nettie Fine, matka Morty’ego i teściowa Sylvii
- Andrew Levitas – Michael Brolin, mąż Maggie i zięć Sheffieldów
- Ellen Ratner – Nadine Cooperman z domu Fine, siostra Fran
- Ron Orbach – Barry Cooperman, szwagier Fran i zięć Fine’ów
- Jackie Tohn – Tiffany Koenig, kuzynka Fran
- Jonathan Penner – Danny Imperiali, zmarły były narzeczony Fran
- Pamela Anderson – Heather Imperiali z domu Biblow, wdowa po Dannym
- Robert Culp – Stewart Babcock, ojciec C.C. Babcock
- Cloris Leachman – Klara Müller, niania młodego Maxwella, Jocelyn i Nigela
- Roger Clinton – jako on sam, brat Billa Clintona
- James Marsden – Eddie, były adorator Maggie
- Myra Carter – Elois, babka Maxwella, Jocelyn i Nigela
- Ray Charles – Sammy Gumbel, drugi mąż Yetty
- Spalding Gray – dr Jack Miller, terapeuta Fran
- Coolio – Irvin Gumbel, wnuk Sammy’ego i raper
- Donald O’Connor – Fred, zmarły 7. mąż Freidy
- Ray Romano – Ray Barone, dawny znajomy Val i Fran na zjeździe klasowym
- Tyne Daly – Mona, była niania oraz przyjaciółka Fran i parodia jej losów
- Roseanne Barr – Shelia, kuzynka Fran
- Gregg Rogell – Kenny Keroucan, nastoletni sąsiad rodziców Fran
- Miko Hughes – Frank Bradley Jr., syn recenzenta Maxwella
- Bryant Gumbel – on sam, bratanek Sammy’ego
- Dan Aykroyd – mechanik od lodówek
- Donna Dixon – Monica Baker, gwiazda filmowa i samotna matka
- Lesley-Anne Down – Chloe Simpson, niedoszła mentorka Maggie po świecie mody i była ukochana Maxwella
- Jane Sibbett – Morgan Faulkner, dawna rywalka Fran o wszystko, której się lepiej powiodło
- Jason Alexander – Jack, niewidomy, były chłopak Fran
- Michael McKean – Noel, zapatrzony w siebie gwiazdor filmowy i były chłopak Fran
- Rosie O’Donnell – Cozette, kierowca taksówki i ona sama
- Stephen Nichols – Brock Storm
- Whoopi Goldberg – Edna, malarka oraz kuzynka Sammy’iego i ona sama
- David Letterman (scena użyta z wywiadu z Fran Drescher)
- Jane Seymour
- Alex Trebek
- Alicia Machado
- Ben Vereen
- Bette Midler
- Billy Ray Cyrus
- Bob Barker
- Brian Setzer
- Burt Bacharach
- Carol Channing
- Caroline Rhea
- Céline Dion
- Chevy Chase
- Donald O’Connor
- Donald Trump
- Donna Douglas
- Eartha Kitt
- Elizabeth Taylor
- Elton John
- Erik Estrada
- Eydie Gormé
- Shari Lewis z „Owieczką Kotlecik”
- Gordon Thompson
- Jay Leno
- Jayne Meadows
- Joe Lando
- dr Joyce Brothers
- Martin Mull
- Marvin Hamlisch
- Monica Seles
- Monty Hall
- Patti LaBelle
- Sammy Davis Junior

## Lista odcinków
| Seria | Liczba odcinków | Emisja w Stanach Zjednoczonych | Uwagi | Średnia liczba widzów (w mln.) |
| ----- | --------------- | ------------------------------ | --- | ------------------------------ |
| 1     | 22              | 03.11.1993 – 16.05.1994        | | 9,52                           |
| 2     | 26              | 12.09.1994 – 22.05.1995        | | 12,5                           |
| 3     | 27              | 11.09.1995 – 20.05.1996        | Zawierał animowany odcinek 14, pt "Oy to the World". | 12,4                           |
| 4     | 26              | 18.09.1996 – 21.05.1997        | | 9,1                            |
| 5     | 23              | 01.10.1997 – 13.05.1998        | Lauren Lane była w ciąży przez połowę serii. Urodziła córeczkę, Kate Wilkins, dnia 23 lutego 1998 roku, między emisją odcinka 14. a 15. | 11,5                           |
| 6     | 22              | 30.09.1998 – 23.06.1999        | Po finale pokazano jeszcze sześć nieemitowanych epizodów: „Ma’ternal Affairs”, „The Producers”, „The Dummy Twins”, „Yetta’s Letters”, „Maggie’s Wedding” i „The Baby Shower”. Rachel Chagall była w ciąży, widocznej pod koniec serii. Jonah Samuel i Eve Katherine, imiona, które nadała swym bliźniakom, zostały też użyte jako imiona noworodków serialowej Fran. | 9,3                            |